# Sierra de Fuentes
Sierra de Fuentes – gmina w Hiszpanii, w prowincji Cáceres, w Estramadurze, o powierzchni 25,21 km². W 2011 roku gmina liczyła 2056 mieszkańców.